# Les Braqueurs (film)
Pour plus de détails, voir Fiche technique et Distribution.
Les Braqueurs (hangeul : 도둑들 ; RR : Dodukdeul ; MR : Todukdŭl ; litt. « Voleurs ») est un film sud-coréen réalisé par Choi Dong-hoon, sorti en 2012.

## Synopsis
A Séoul, une bande de voleurs professionnels ont fait de l’escroquerie et le vol un art de vivre. 
À sa sortie de prison Pepsee, spécialiste des coffres forts, rejoint Popie, cerveau d'une fine équipe, qui a convoqué ses anciens partenaires pour participer au casse du siècle. Avant de se rendre à Macao pour ce nouveau contrat, l'équipe fait escale à Hong Kong, où Popie retrouve Macao Park, cerveau du casse et ancien acolyte qui autrefois a fui avec trois millions de dollars en or. Ce dernier, accompagné de sa propre équipe venue de Chine et l'équipe de Popie ont pour mission de dérober "La Larme Du Soleil" un diamant estimé à vingt millions de dollars, qui appartient à Madame Tiffany et qui se trouve sous haute protection dans un casino. Malheureusement le casse ne se déroule pas comme prévu.

## Fiche technique
- Titre original : 도둑들
- Titre international : The Thieves
- Titre français : Les Braqueurs
- Réalisation : Choi Dong-hoon
- Scénario : Choi Dong-hoon et Lee Gi-cheol
- Musique : Jang Yeong-gyoo
- Photographie : Choi Young-hwan
- Montage : Sin Min-kyeong
- Production : Ahn Soo-hyun
- Société de production : Caper Films[1]
- Société de distribution : Snowbox/Mediaplex
- Pays de production :  Corée du Sud
- Langues originales : coréen, cantonais, anglais, mandarin, japonais
- Format : couleur - 2,35:1 - 35 mm - son Dolby Digital
- Genre : action, comédie, thriller
- Durée : 130 minutes
- Dates de sortie :
  - Corée du Sud : 25 juillet 2012
  - France : 22 août 2014 : (DVD)

## Distribution
- Kim Yoon-seok : Macau Park
- Kim Hye-su : Pepsee
- Lee Jung-jae : Popeye
- Jeon Ji-hyeon : Yenicall
- Kim Soo-hyun : Zampano
- Kim Hae-sook : Chewing Gum
- Oh Dal-soo : Andrew
- Simon Yam : Chen
- Angelica Lee : Julie
- Derek Tsang : Johnny
- Ju Jin-mo : le détective
- Ki Gook-seo : Wei Hong
- Choi Deok-mun : le directeur du casino
- Yeh Soo-jung : Tiffany
- Chae Gook-hee : l'informateur

## Production
Conseillé par son grand-père, Choi Dong-hoon va au cinéma voir Ocean's Eleven de Steven Soderbergh avant de reprendre l'écriture du film The Big Swindle : « un film qui a un intérêt certain dans la partie qui concerne la constitution de l’équipe de cambrioleurs. Mais, pour ce qui est du déroulement du cambriolage, c’est là où The Thieves se distingue : la véritable histoire du film se joue au niveau des différentes trahisons, complots et pièges que les uns et les autres se tendent. Si l’on pouvait retenir une image générale : Ocean’s Eleven est un film de mariage alors que The Thieves est un film de rupture/divorce ».
La production Caper Films ont choisi les acteurs sud-coréens comme Kim Yun-seok, Lee Jung-jae, Gianna Jun, Kim Hye-soo et le hongkongais Simon Yam.
Les scènes du film ont été filmées en six mois jusqu'au 7 décembre 2011 à Hong Kong et Macao en Chine ainsi qu'à Séoul et à Busan en Corée du Sud.

## Accueil

### Sorties
The Thieves sort le 25 juillet 2012 en Corée du Sud. Il est sélectionné au Festival international du film de Toronto dans la catégorie de « Contemporary World Cinema », en septembre 2012.
En France, il ne sort que le 22 août 2014 en DVD.

### Box-office
| Pays ou région | Box-office         | Date d'arrêt du box-office | Nombre de semaines |
| -------------- | ------------------ | -------------------------- | ------------------ |
| Monde          | 83 519 699 $       | 27 janvier 2013            | 22                 |
| Corée du Sud   | 12 983 005 entrées | 9 décembre 2012            | 15                 |
| États-Unis     | 684 847 $          | 16 décembre 2012           | 10                 |

## Distinctions

### Récompenses
- Hawaii International Film Festival 2012 : meilleur récit du film
- Grand Bell Awards 2012 : meilleure actrice dans un second rôle (Kim Hae-sook)
- Golden Trailer Awards 2013 : meilleure bande-annonce d'action à l'étranger

### Nominations
- Grand Bell Awards 2012 : meilleur réalisateur (Choi Dong-hoon)
- Baek Sang Art Awards 2013 :
  - Meilleur réalisateur (Choi Dong-hoon)
  - Meilleure actrice dans un second rôle (Gianna Jun)
  - Acteur le plus populaire (Kim Soo Hyun)
  - Acteur le plus populaire (Kim Yoon-seok)
  - Actrice la plus populaire (Gianna Jun)
- Asian Film Awards 2013 :
  - Meilleure photographie (Choi Young-hwan)
  - Meilleur monteur (Sin Min-kyeong)
  - Meilleure actrice dans un second rôle (Gianna Jun)
  - Meilleure actrice dans un second rôle (Kim Hye-su)